# 2023년 KIA 타이거즈 시즌
2023년 KIA 타이거즈 시즌은 KIA 타이거즈가 KBO 리그에 참가한 23번째 시즌으로, 해태 타이거즈 시절까지 합치면 42번째 시즌이다. 김종국 감독이 팀을 이끈 2번째 시즌으로, 주장은 김선빈이 맡았다. 팀은 3년만에 5할 승률에 복귀했으나, 치열한 5강 경쟁 끝에 NC 다이노스에 2경기, 두산 베어스에 1경기 차로 밀려 10팀 중 정규시즌 6위에 그치며 포스트시즌 진출에 실패했는데 투수진의 아쉬운 이닝 소화능력 - 시즌 전·후반기 부상자 속출 등이 컸고  양현종이 2023년 9월 1일 SSG전 선발승으로 종전 송진우의 최다 선발승 기록(163선발승)을 갱신하기도 했다.

## 타이틀
- 월드 베이스볼 클래식 국가대표: 진갑용(코치), 이의리, 양현종, 나성범
- 항저우 아시안 게임 금메달: 최원준, 최지민
- 아시아 프로야구 챔피언십 은메달: 정해영, 이의리, 최지민, 김도영
- 아시아 야구 선수권 대회 동메달: 장민기
- KBO 수비상: 박찬호 (유격수)
- 조아제약 프로야구대상 조아바이톤-에이상: 윤영철
- 스포츠서울 올해의 재기상: 최형우
- 업비트 위클리 베스트 라인업 결산: 소크라테스 (중견수)
- 한국갤럽 선정 한국인이 가장 좋아하는 국내 프로야구팀: KIA 타이거즈
- 한국갤럽 선정 가장 좋아하는 한국인 야구선수 6위: 양현종
- 한국대학스포츠협의회 선정 대학야구 출신 올스타: 선동열 (선발투수)
- 한국대학스포츠협의회 선정 동의대학교 출신 올스타: 서용주 (중견수)
- 한국대학스포츠협의회 선정 단국대학교 출신 올스타: 박기남 (3루수), 나지완 (좌익수)
- 올스타 선발: 양현종 (선발투수), 최지민 (구원투수), 소크라테스 (외야수 2위), 최형우 (지명타자)
- 올스타전 추천선수: 이우성
- 올스타전 우수타자상: 소크라테스
- 9UP 프로야구 탑클래스 카드: 선동열, 장채근
- 완투: 산체스 (1)

### 퓨처스리그
- 리얼글러브 퓨처스리그: 김재열, 김석환, 박정우
- 퓨처스 올스타: 곽도규, 황동하, 김선우, 한승연
- 출장(타자): 한승연 (100)
- 타수: 박정우 (321)
- 3루타: 김민수 (6)
- 홈런: 김석환 (18)
- 타점: 김석환 (73)
- 도루: 박정우 (32)
- 사구: 김선우 (11)
- 출장(투수): 김승현 (46)
- 남부리그 홀드: 김승현 (9)

## 선수단
- 선발투수: 양현종, 이의리, 윤영철, 파노니, 숀 앤더슨, 마리오 산체스, 김건국, 메디나
- 구원투수: 임기영, 전상현, 이준영, 최지민, 장현식, 윤중현, 김승현 , 박준표, 김대유, 황동하, 곽도규, 김유신, 김기훈, 김재열
- 마무리투수: 정해영, 유승철
- 포수: 한준수, 김선우, 신범수, 김태군, 주효상, 한승택
- 1루수: 변우혁, 최원준, 오선우, 황대인
- 2루수: 김선빈, 김규성, 홍종표, 최정용
- 유격수: 박찬호
- 3루수: 김도영, 류지혁, 윤도현
- 좌익수: 이창진, 고종욱, 김석환
- 중견수: 소크라테스, 김호령
- 우익수: 나성범, 이우성, 박정우
- 지명타자: 최형우

## 여담
- 최형우는 2015년 이후 KBO 시범경기 사상 최초로 통산 100루타를 달성했다.
- 수원 파인 이그스의 내야수 박승훈은 4월 23일에 KIA 타이거즈에 입단하여 수원 파인 이그스의 1호 프로 진출 선수가 되었다.
- 김선빈은 헛스윙 삼진을 14번만 당해 2013년 이후 규정 타석 충족 타자 중 단일 시즌 최소 기록을 세웠다.
- 윤영철은 이 시즌까지 통산 퀵후크 12회로 2013년 이후 KBO 리그 10대 투수 최다 기록을 세웠다.
- 시즌 후 처음으로 KBO 퓨처스 교육리그에 참가했다.

## 같이 보기
- 2024년 KIA 타이거즈 시즌